# Richard Wolf (Unternehmer)
Richard Wolf (* 19. Dezember 1906 in Berlin; † 16. April 1958 in Pforzheim) war deutscher Industrieller und Gründer der Fa. Richard Wolf GmbH.
Richard Wolf wurde am 19. Dezember 1906 in Berlin als Kind des Industriellenehepaares Georg und Elisabeth Wolf geboren. Er trat 1922 als Lehrling in den elterlichen Betrieb, die Georg Wolf GmbH, in Berlin ein, der damals zu den führenden Endoskop-Herstellern gehörte. 1937 erhielt er Einzelprokura und wurde nach dem Tod des Vaters 1938 Gesellschafter und Geschäftsführer. Das blieb er, bis das Unternehmen 1945 sequestriert wurde.
Am 15. Januar 1947 gründete Richard Wolf gemeinsam mit seiner Ehefrau Annemarie (* 3. Mai 1901; † 3. Januar 1969) in Knittlingen, östlich von Karlsruhe, die neue Firma Richard Wolf GmbH. Bis heute hat sich das Unternehmen zu einem weltweit führenden Hersteller von Endoskopen und endoskopischen Systemen entwickelt.
Kurz vor ihrem Tod errichtete Annemarie Wolf im Jahre 1968 die Richard und Annemarie Wolf-Stiftung. Sie hat sich der Förderung der medizinischen Wissenschaft, insbesondere der mit Endoskopen arbeitenden Disziplinen, sowie der Unterstützung von Krankenhaus- und Schwesternorganisationen verschrieben. Erst sechs Monate nach ihrem Tod wurde die Stiftung am 15. Juli 1969 durch das Kultusministerium Baden-Württemberg genehmigt.